# Piasecki VZ-8

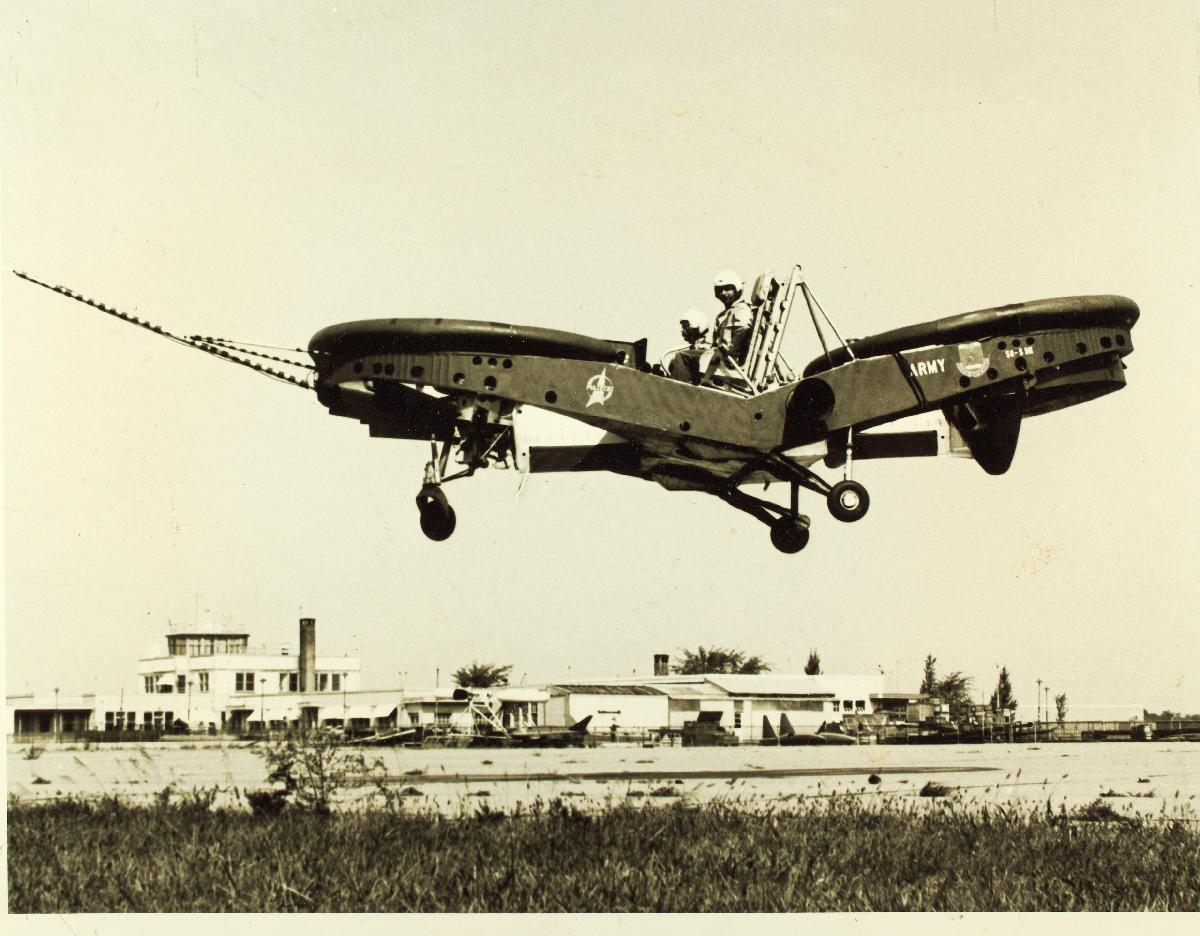
Airgeep II beim Erstflug

Die Piasecki VZ-8 war ein experimentelles VTOL-Flugzeug des US-amerikanischen Herstellers Piasecki Aircraft Corporation aus den 1950er Jahren. Wie die VZ-6 und VZ-7 wurde die VZ-8 im Rahmen des von der US Army initiierten Flying-Jeep-Wettbewerbs entwickelt. Sie gilt als der am weitesten fortgeschrittene und erfolgreichste der drei Entwürfe.

## Geschichte

### Vorgeschichte
Mitte der 1950er Jahre untersuchte die US Army die potentiellen Einsatzmöglichkeiten von VTOL-Geräten, die in Kampfzonen die Aufgaben von Hubschraubern übernehmen könnten, aber einfacher und billiger herzustellen sein sollten. Zu den interessantesten dieser alternativen Flugzeuge gehörten eine Reihe von leichten Luftfahrzeugen, die nach Ansicht der Army die Vielseitigkeit und leichte Handhabbarkeit eines Jeeps mit der Möglichkeit verbinden sollte, gefährliches oder schwieriges Terrain überfliegen zu können. Die Planung sah ein einfaches, robustes und leicht zu bedienendes Fahrzeug vor, das sowohl den Schwebflug beherrschen als sich auch im Vorwärtsflug mit einer ausreichenden Geschwindigkeit in geringer Höhe bewegen sollte. Konkret war für Flüge über mehrere Stunden der Transport einer Nutzlast von 450 kg in einer Marschflughöhe von 1,5 bis 3,6 m (5 bis 12 ft) gefordert. Die Anfrage der US Army veranlasste einige Unternehmen, entsprechende Vorschläge einzureichen. Anfang 1957 erhielten die Chrysler Corporation, Curtiss-Wright und Piasecki jeweils einen Vertrag zur Entwicklung von Prototypen.

### VZ-8P Airgeep I (Model 59K Sky Car)

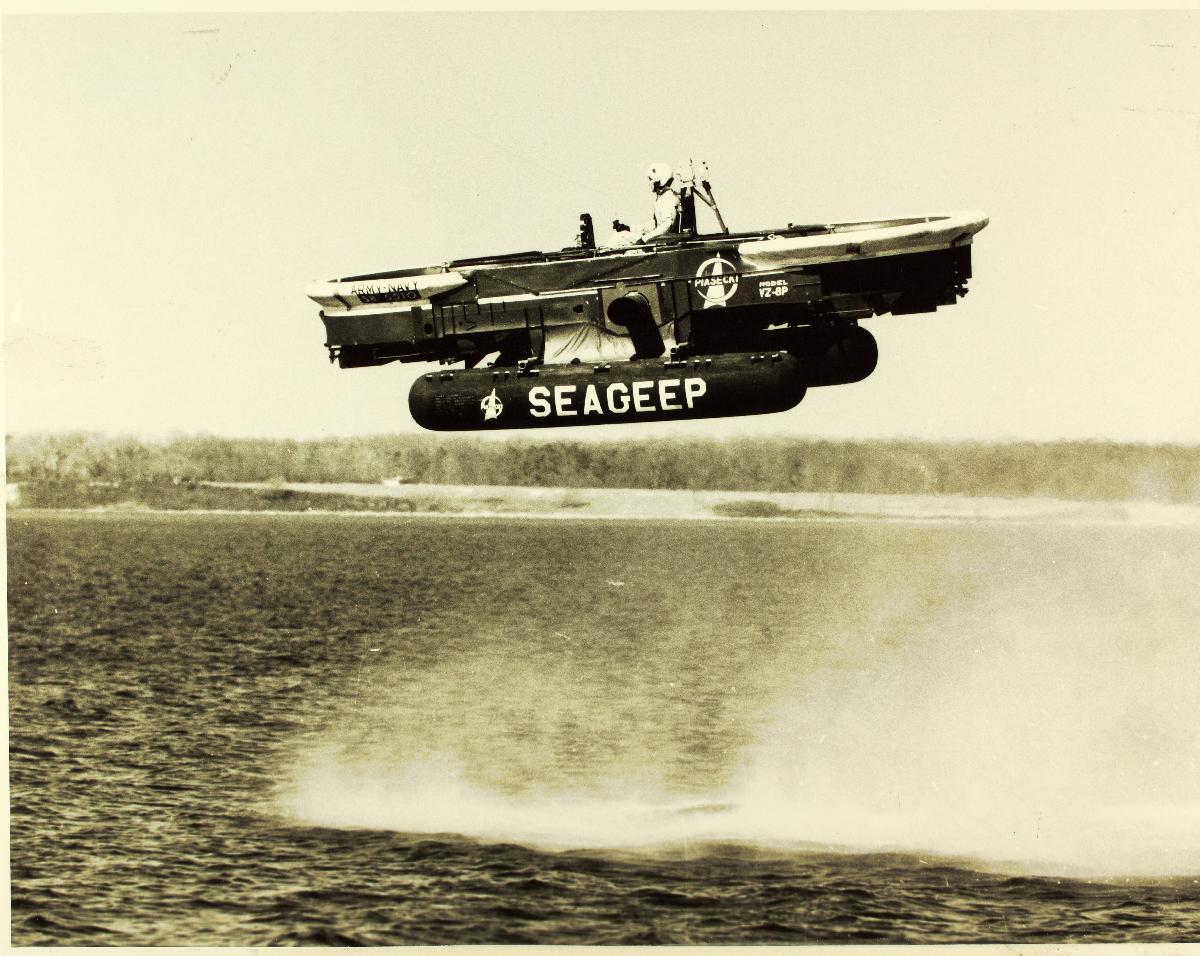
Piasecki Model PA-59N SEAGEEP

Piasecki erhielt den Auftrag des Army Transportation Research Command zur Entwicklung eines Prototyps mit der Werksbezeichnung Model 59K Sky Car.
Das Fahrzeug war um zwei hintereinander liegende, jeweils von einem Lycoming-Kolbenmotor angetriebenen Dreiblatt-Mantelpropeller herum gebaut. Beide Motoren waren aus Sicherheitsgründen mit einem zentralen Getriebe verbunden, um auch bei Ausfall eines Motors trotzdem noch beide Propeller antreiben zu können. Die Steuereinrichtungen entsprachen weitgehend denen von konventionellen Hubschraubern. Eine Reihe von beweglichen Leitblechen unter jedem Propellerauslass sorgte für die Richtungsstabilität. Das Sky Car hatte ein festes dreirädriges Fahrwerk. Der Pilot und optional drei weitere Passagiere saßen zwischen den Lufteinlässen der Propeller.
Der erste Prototyp hatte seinen ersten ungefesselten Flug im Oktober 1958 und wurde Anfang 1959 der Army zur Erprobung übergeben, wo er die Bezeichnung VZ-8P und die Seriennummer 58-5510 erhielt. Gleichzeitig benannte Piasecki das Fahrzeug in Airgeep um. Kurz nach der Abnahme durch die Army erhielt die VZ-8 ein Turboméca Artouste IIB Wellentriebwerk anstelle der zwei Kolbenmotoren. Der erste Flug mit dem neuen Antrieb fand am 28. Juni 1959 statt. Die Army lieh anschließend das Fahrzeug der US Navy zur eigenen Evaluierung, wobei Piasecki die Werksbezeichnung Model 59N verwendete. Von der Navy erhielt das Fahrzeug die Bezeichnung Seageep. Bei der Erprobung wurden auch aufblasbare Schwimmer anstelle des Radfahrwerks eingesetzt. Nach der Rückgabe an die Army wurde die Artouste IIB durch das leichtere und leistungsstärkere AiResearch TPE331-6 Triebwerk ersetzt.

### VZ-8P(B) Airgeep II (Model 59H)
Anders als die beiden Konkurrenzentwürfe VZ-6 und VZ-7 entstand aus der Basisausführung noch eine weitere Variante, die umfassende konstruktive Verbesserungen beinhaltete. Die Piasecki-Werksbezeichnung hierfür war Model 59H Airgeep II und die der US Army VZ-8P(B) mit der Seriennummer 58-5511. Die größte Änderung im äußeren Erscheinungsbild der VZ-8P(B) war der nach oben abknickende „Rumpf“ direkt hinter dem Pilotensitz. Als Antrieb erhielt sie zwei Artouste IIC mit jeweils 400 WPS und Zero-Zero-Schleudersitze für den Piloten und den Kopiloten, der auch als MG-Bedienung fungieren sollte. Das separat angetriebene Fahrwerk war zum einen zur Verbesserung des Handlings am Boden gedacht, sollte aber auch die Möglichkeit für Marschfahrten bieten. Das Airgeep II führte seinen ersten ungefesselten Flug im Sommer 1962 durch.

### Flugerprobung
Obwohl beide Fahrzeuge für den Einsatz in einer Höhe von lediglich etwa einem Meter über dem Boden vorgesehen waren, um sich die Deckungsmöglichkeiten der Geländetopographie zu Nutze zu machen, zeigte keines eine Abhängigkeit vom Bodeneffekt. Es waren sogar Flughöhen bis fast 1000 m möglich. Die Flugstabilität wurde als ausreichend beurteilt. Die Fahrzeuge konnten unter Bäumen schweben und sicher zwischen Gebäuden und anderen Hindernissen fliegen. Auch die Eigenschaften als Waffenplattform waren überraschend gut. So wäre bei Gefechten nur das MG und das Visier über der Deckung sichtbar gewesen. Sogar moderne Hubschrauber bieten in dieser Hinsicht für den Gegner ein größeres Ziel, da sie sich beim Abfeuern der unterhalb der Rotorebene liegenden Waffen, weiter aus der Deckung begeben müssen. Darüber hinaus sorgte die Ummantelung der Rotoren für einen gewissen Abschirmungseffekt gegenüber feindlichem Radar, was bei konventionellen Hubschraubern nicht gegeben ist.
Doch trotz all dieser positiven Ergebnisse beurteilte abschließend die US Army auch das Airgeep, genau wie die Mitbewerber als mechanisch zu aufwendig und anfällig für die Anforderungen des Feldeinsatzes. Das Konzept des Flying Jeeps wurde schließlich zugunsten der weiteren Entwicklung des konventionellen Gefechtsfeld-Hubschraubers aufgegeben. Mitte der 1960er Jahre verschwanden dann beide Maschinen aus den Bestandslisten der Army.
Piasecki plante auch eine zivile Variante der Airgeep I mit geschlossener Kabine, angetriebenen Rädern für den Straßenbetrieb und Schutzgittern über den Rotoren. Aber auch diese Pläne konnten nicht umgesetzt werden.

## Verbleib
Die Airgeep II ist im United States Army Transportation Museum in Fort Eustis (Virginia) ausgestellt.

## Technische Daten
| Kenngröße                               | Airgeep I | Airgeep II                                                             |
| --------------------------------------- | --- | ---------------------------------------------------------------------- |
| Besatzung                               | 1 | 2                                                                      |
| Passagiere                              | 3 | 3                                                                      |
| Länge über alles                        | 7,95 m | 7,44 m                                                                 |
| Breite                                  | 2,87 m | 2,81 m                                                                 |
| Höhe                                    | 2,01 m | 1,77 m                                                                 |
| Propellerdurchmesser                    | 2,26 m | 2,50 m                                                                 |
| Untersetzungsverhältnis Rotor/Triebwerk | 0,56 : 1 |                                                                        |
| Leermasse                               | 838 kg | 1184 kg                                                                |
| Startmasse                              | 1065 kg | 1664 kg                                                                |
| Marschgeschwindigkeit                   | 80 km/h | 112 km/h                                                               |
| Höchstgeschwindigkeit                   | 104 km/h | 136 km/h                                                               |
| Dienstgipfelhöhe                        | | 914 m                                                                  |
| Triebwerke                              | 2 × Lycoming O-360-A2A mit je 180 PS 1 × Turboméca Artouste IIB Wellenturbine mit 425 WPS (373 kW) 1 × AiResearch TPE331-6 mit 550 WPS | 2 × Turboméca Artouste IIC Wellenturbine mit je 400 WPS (oder 530 WPS) |